# 大葆台汉墓
大葆台汉墓，位于北京市丰台区花鄉街道葆台村，毗邻北京世界公园，是一座西汉王陵墓葬遗址，1974年6月发现，1974年8月至1975年6月清理。现辟为北京大葆台西汉墓博物馆，为北京市文物局直属单位。

## 简介
大葆台汉墓是丰台区已知年代最古的文物遗存。位于丰台区郭公庄村、大葆台村之间，在大葆台村东南0.8公里处、郭公庄村西南1.5公里处，南距京沪铁路支线不足0.5公里。此处原为一座大土丘，俗名“南大坡子”，南北长约90米，东西长约100米，高8到9米。
1974年6月18日，北京市文化局文物管理处接到地形勘测处电话称，丰台区黄土岗公社郭公庄村西南发现大量木头、木炭、泥膏。文物管理处即派两名考古人员前往查实后，又请地形勘测处协助探测，初步认为是座大型西汉墓葬。文物管理处随即上报国家文物局和中国科学院考古研究所，又请北京市、广东省、河南省等地考古学者十多人到现场，确定这是座西汉中期大型木椁墓。
随后以中共北京市委领导为首组建“古墓发掘办公室”，领导清理发掘工作。1974年8月19日，发掘工作正式开始。中国人民解放军工程兵某部两个连队负责土方工程，参加发掘的有中国科学院考古研究所、北京市文物工作队、《文物》杂志编辑部、文物保护科学研究所、广州市文管会、河南省博物馆、北京电影制片厂等单位共二十余人。中国科学院考古研究所所长夏鼐亲临现场指导。清理后得知土丘下有东西并排的两座西汉墓，下葬时间东早西晚，依次称一号墓、二号墓。
一号墓为王墓，二号墓为其王后墓。两墓间距26.5米，形制基本相同，均为竖穴土坑木椁墓，坐北朝南，平面呈“凸”字形。一号墓由封土、墓道、甬道、外回廊、黄肠题凑、前室、内回廊、后室组成。一号墓墓室为木构地下建筑，巨大且结构复杂。墓室坐北朝南，中心分成前室、后室，前室是宽敞殿堂，后室是五重棺椁。前室、后室外围有一圈回廊，绕以木墙。木墙用方条形的柏木层垒而成，条木长90厘米（即木墙厚90厘米），大多数端面10厘米见方，也有的是20×20厘米或20×10厘米。木墙周长42米，高3米（条木30层），南面正中为大门，全部墙体共用条木约15880块。木墙外面又有两道回廊，中间有木壁隔开，这两层木壁是用榫卯将高3米、40×20厘米见方的油松木板拼合而成。墓室顶、地均用此种板材（但规格更大）筑成。墓室底部东西宽18米、南北长23.2米、进深4.7米。墓室上下及四周防水密封，其中墓室上下用木炭及白膏泥，四周仅用木炭。文献记载这种葬制是西汉天子陵墓制度，称“梓宫、便房、黄肠题凑”制。梓宫是指帝王棺椁；便房是指正殿两侧的便殿，即墓后室外的回廊；黄肠题凑是“用黄色的柏树心以端头指向墓室中心的方式垒筑在棺木外围”的形式，即此墓中的木墙。该墓为研究汉代丧葬制度提供了重要实证。
墓室南端有数十米长的墓道，墓道北段封闭，其中殉葬三辆木制金装、黑漆朱绘的马车，11匹马骨散在车下。汉制称这种车驾为“朱斑轮青盖车”，是皇太子及诸侯王专用。可见墓主是燕王或广阳王。

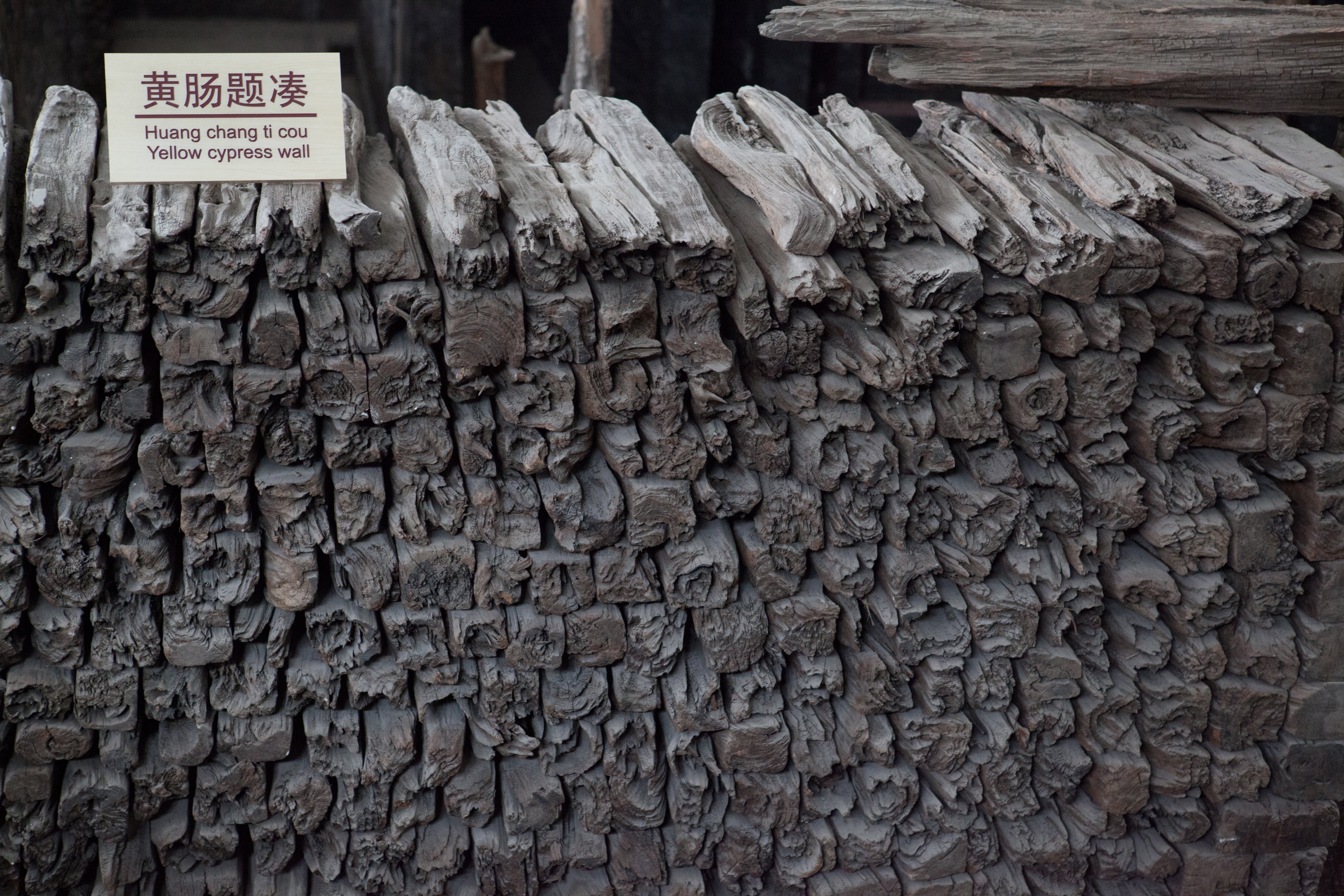
大葆台汉墓黄肠题凑

一号墓随葬品大部无存，剩余部分残乱，不见原有安排。两架彩漆坐榻分别位于前室两侧，外侧地上有一张雕弓，旁有羽箭残剩的一堆铁箭铤。宝瑟仅存涂金嵌宝的弦柱，象牙六博棋子仅存八枚，还有大批陶制酒具，满地有漆器残片，偶有漆器上镶嵌的玛瑙、琥珀、金箔。墓室两侧回廊中殉以马、马车模型、禽兽骨骼，后廊摆放多个巨瓮，瓮内是粮食、肉类。
二号墓墓口南北长17.7米，东西宽11.75米，规格比一号墓略小，结构相同，有殉葬车马。早期被盗后被火焚毁，残骨属于一年轻女子。应是前述燕王或广阳王的王后。
经过清理，两墓共出土文物400多件，包括陶器、铁器、铜器、玉器、漆器、玛瑙、琥珀饰件、丝织物、动植物残存等。学术界对墓主存有争议，墓主可能是西汉燕刺王刘旦（汉武帝第三子，公元前117—前80年在位），也可能是广阳顷王刘建（刘旦长子，公元前73—前45年在位）。
大葆台汉墓的发掘清理工作是在文革后期展开，当时正值批林批孔运动，社会科学领域被“儒法斗争”笼罩。这也对该墓的发掘和研究造成了很大影响。例如一号墓当时断代为“西汉中期”，而燕刺王刘旦正好死于该时期。刘旦被誉为“法家人物”，于是为配合“儒法斗争”就将该墓发掘提升为“政治任务”。清理封土动用挖土机，并撤换了坚持科学发掘的现场指挥赵学勤。部分党政领导受“挖宝”思想影响，见湖南省长沙市马王堆西汉墓考古发掘成果巨大，所以也想在大葆台“抱个金娃娃”（电影《创业》中的台词），但见该墓已被盗、出土文物不丰富后纷纷离去，留下考古工作者继续发掘。例如于杰（后来任北京市文物研究所所长）就在被“专政”的情况下关心该墓考古发掘工作，并为“黄肠题凑”的考证作出了开创性贡献。
中共十一届三中全会后，在大葆台汉墓原址上兴建了中国第一座汉墓博物馆——北京大葆台西汉墓博物馆。1983年12月1日，大葆台西汉墓博物馆正式对外开放。馆内设有一号墓墓室复原陈列、车马殉葬真迹陈列、随葬器物陈列。1995年10月，大葆台汉墓被列为北京市文物保护单位。北京市先后发掘的汉墓还有怀柔城北汉墓、昌平史家桥汉墓、昌平白浮汉墓、老山汉墓等。2012年4月24日，大葆台西汉墓博物馆开通微博。两个多月后，该馆微博称因展厅建筑维修，2012年7月1日至2012年8月31日闭馆。此后闭馆期不断延长。2013年9月，因展厅主体建筑存在安全隐患，决定闭馆期继续延长。2015年10月，北京市文物局副局长向德春在大葆台西汉墓博物馆举行该馆改扩建项目工作会。此后该馆改扩建工程开始进行。 2025年5月20日，大葆台汉墓遗址博物馆重新开放参观。